# Toamna în deltă
Toamna în deltă este un film documentar românesc din 1951 regizat de Paul Călinescu. Este totodată primul film românesc în culori, produs în Studioul de filme documentare și actualități „Alexandru Sahia”. Muzica aparține lui Paul Constantinescu iar comentariul are la bază un text de Mihail Sadoveanu.